# Mangbetu (langue)
Cet article concerne la langue mangbetu. Pour le peuple mangbetu, voir mangbetu (peuple).
Pour les articles homonymes, voir MDJ.
Le mangbetu, ou medje, est une langue nilo-saharienne parlée dans le nord-est de la République démocratique du Congo par le peuple mangbetu. Une de ses particularités est de différencier les consonnes roulées bilabiales voisée /ʙ/ et sourde /ʙ̥/.

## Nom
Le mangbetu et également appelé aberu, amangbetu, kingbetu, makere, mambetto, mangbɛtʉ, mangbέtʉ, mangbettu, medje, meegye, meje (medje), nemangbetu, popoi,.

## Distribution
Le mangbetu est principalement parlé dans le nord-est de la République démocratique du Congo, dans le territoire de Poko de la province du Bas-Uele, dans les territoires de Niangara, Rungu, Wamba et Watsa de la province du Haut-Uele et dans le coin nord-est du territoire de Banalia de la province de Tshopo.

## Classification
Le mangbetu est une langue soudanique centrale.

## Dialectes
Les dialectes suivant sont recensés : aberu, meje (medje, meegye), mangbetu nucléaire, makere (kere), malele, popoi (kipopoi),,.
Le medje est le dialecte le plus parlé et le plus communément compris.
L'aberu est parlé dans le territoire de Wamba et le popoi dans le territoire de Banalia.

## Utilisation
Certains des locuteurs du mangbetu parlent aussi bangala. Le swahili du Congo est aussi utilisé, surtout par les locuteurs des dialectes du popoi et de l'aberu.
Le mangbetu est utilisé comme langue seconde par les locuteurs de l'asoa (en) et du lika.

## Écriture
Le mangbetu utilise l'alphabet latin.
| Majuscules | A  | B  | Bh  | D  | Dh | Dr | E | Ɛ | F | G | Gb | H | I  | Ɨ | K | Kp | L  | M | Mb | N |
| Minuscules | a  | b  | bh  | d  | dh | dr | e | ɛ | f | g | gb | h | i  | ɨ | k | kp | l  | m | mb | n |
| Majuscules | Nd | Ng | Ngb | Nv | Nz | Ŋ  | O | Ɔ | P | R | S  | T | Tr | U | Ʉ | V  | Vh | W | Y  | Z |
| Minuscules | nd | ng | ngb | nv | nz | ŋ  | o | ɔ | p | r | s  | t | tr | u | ʉ | v  | vh | w | y  | z |